# Данфорд, Джозеф
Джозеф Данфорд (англ. Joseph F. Dunford; род. 1955, Бостон) — американский бывший военнослужащий, генерал КМП США в отставке. 29 июля 2015 года Сенат США утвердил Данфорда в должности Председателя объединённого комитета начальников штабов. 25 сентября 2015 года Данфорд стал самым высокопоставленным офицером в Вооруженных Силах США. Его предшественник, генерал Мартин Демпси ушёл в отставку 1 октября 2015 года. 30 сентября 2019 года Данфорд оставил пост председателя объединённого комитета начальников штабов.
С 2014 по 2015 гг. — (36-й) комендант КМП США. С 2010 по 2014 гг. занимал должности зам. коменданта КМП США, командующего Международными силами безопасности в Республике Афганистан (ИСАФ).Награждён медалями «За отличную службу в ВС США» и орденом «Легион почёта».

## Биография
Родился в Бостоне, шт. Массачусетс, детство провел в бостонском районе Квинси. В 1973 г. окончил среднюю школу при Бостонском колледже, в 1977 г. получил диплом бакалавра  колледжа Св. Михаила в Вермонте, одновременно пройдя курсы подготовки офицеров запаса. В 1978 г. принят на действительную службу в Корпус морской пехоты США (КМП).
Во время службы в КМП США Д. Данфорд прошел и успешно окончил курсы подготовки рейнждеров и десантные курсы ВМС США. Во время службы на командных должностях дополнительно получил образование в нескольких высших учебных заведениях, в том числе прослушал курс оперативного искусства в Военной академии сухопутных войск США, успешно окончил магистратуру университета Джорджтаун и магистратуру университета Тафтса.

## Политические взгляды
В 2015 году, выступая на слушаниях сенатского комитета по делам вооружённых сил при обсуждении его кандидатуры на пост председателя комитета начальников штабов, Данфорд заявил:
Россия представляет самую большую угрозу для национальной безопасности.
Помимо России, по мнению Данфорда, национальную угрозу для США представляют Китай, Северная Корея и группировка «Исламское государство». Кроме того, Данфорд считает оправданной возможность поставок летального оружия на Украину.

## Действительная служба в КМП США

### Служба в строевых и административных должностях
1978—1981 гг.
- командир взвода (3-й пехотный батальон (бн) 1-го пехотного полка (пп) 1-й дивизии морской пехоты КМП США (1-й ДМП))
- командир роты (1-й бн 9-го пп 1-й ДМП)

1982—1983 гг. — адъютант командира войскового соединения (3-й экспедиционный корпус КМП США) 

1984—1985 гг. — сотрудник отдела штаба войскового объединения (отдел назначений управления кадров штаба КМП США) (г. Вашингтон) 

1985. 6 — 1987 — командир роты МП (3-й бн 6-го пп 1-й ДМП) 

1987—1988 гг. — зам. командира роты (рота артиллерийского управления и связи) 

1988-1991 гг. — на преподавательской работе 
- преподаватель школы подготовки офицеров запаса КМП США в Колледже Св. Распятия (г. Вустер, ш. Массачусетс)
- преподаватель военного училища КМП США (в/ч КМП США «Квантико»)

1992 г. — сотрудник аппарата коменданта корпуса (старший помощник коменданта КМП США)

1995 г. — нач. штаба полка (6-й пп 1-й ДМП)

1996—1998 гг. — командир батальона (2-й бн 6-го пп 1-й ДМП)

1999—2001 гг.  — сотрудник аппарата ОКНШ США
- помощник первого заместителя председателя ОКНШ США
- начальник отдела (отдел международных проблем аппарата ОКНШ)

### Служба в командных должностях
2001—2005 гг. 
- командир полка (5-й пп МП 1-й ДМП) (полковник).

Участвовал во вводе частей и подразделений 1-й ДМП в Республику Ирак в 2003 г.
- начальник штаба дивизии (1-я ДМП) (полковник — бригадный генерал)

### В военном руководстве КМП США
2005—2007 гг.
- начальник управления штаба общевойскового объединения (оперативное управление Главного штаба КМП США) (бригадный генерал — генерал-майор)[5]
- зам. начальника оперативного управления аппарата ОКНШ США (генерал-майор)

апрель 2008 — сентябрь 2010 — заместитель коменданта КМП (зам. по оперативному планированию) (генерал-лейтенант) 

2010. 10 — 2012. 9 — первый заместитель коменданта КМП. (генерал-лейтенант)

октябрь 2012 — сентябрь 2014 — командующий общевойсковой армией 

(группировка ВС США  в Исламской Республике Афганистан　(USFOR-A), одновременно командующий Международными силами безопасности в Афганистане). (генерал-лейтенант)
октябрь 2014 — сентябрь 2015 —  комендант КМП США (генерал КМП)
с 1 октября 2015 г. в должности Председателя объединённого комитета начальников штабов.
30 сентября 2019 года Данфорд оставил пост председателя объединённого комитета начальников штабов

## Правительственные награды США и личные знаки военнослужащего

### Личные знаки военнослужащего
| Знак | Наименование                                        | Примечания                             |
| ---- | --------------------------------------------------- | -------------------------------------- |
|      | Знак специалиста-парашютиста ВМС и КМП США          |                                        |
|      | Квалификационный знак стрелка 3-го класса           | По стрельбе из автоматической винтовки |
|      | Нашивка специалиста войсковой разведки («рейнджер») |                                        |

### Правительственные награды США
| Медаль | Планка | Наименование                                               | Примечания                                   |
| ------ | --- | ---------------------------------------------------------- | -------------------------------------------- |
|        | Серебряная звезда повторного награждения                                                                                           | Орден «Легион почёта»                                      | С одной звездой                              |
|        | | Медаль МО США «За выдающие заслуги»                        |                                              |
|        | Бронзовый пучок дубовых листьев | Медаль ВМС США "За отличную службу "                       | C дубовыми листьями                          |
|        | | Медаль МО США «За безупречную службу»                      |                                              |
|        | Литера «V» · Золотая звезда повторного награждения · Золотая звезда повторного награждения · Золотая звезда повторного награждения | Медаль ВС США «За безупречную службу»                      | С тремя звездами и шевроном за героизм в бою |
|        | Золотая звезда повторного награждения · Золотая звезда повторного награждения · Золотая звезда повторного награждения              | Медаль «За службу в ВМС и КМП США»                         | C тремя звездами                             |
|        | | Медаль ВМС и КМП США «За служебные заслуги»                |                                              |
|        | Бронзовая звезда за службу | Нашивка участника БД                                       | С бронзовой звездой за участие в БС)         |
|        | | Благодарность президента США части-отличнику ВМС           |                                              |
|        | | Коллективная Лента Почета частей МО США                    |                                              |
|        | | Лента «За коллективную храбрость части ВМС»                |                                              |
|        | Бронзовая звезда за службу | Медаль «За службу в ВС США»                                | С одной звездой                              |
|        | Бронзовая звезда за службу | Медаль «За борьбу с международным терроризмом»             | С одной звездой                              |
|        | Бронзовая звезда за службу | Медаль «За Ирак»                                           | С одной звездой                              |
|        | Бронзовая звезда за службу · Бронзовая звезда за службу                                                                            | Медаль «За Ирак»                                           | С двумя звездами                             |
|        | | Медаль «За борьбу с международным терроризмом»             |                                              |
|        | Бронзовая звезда за службу · Серебряная звезда за службу · Бронзовая звезда за службу                                              | Нашивка ВМС США за одну боевую службу                      | С шестью звездами                            |
|        | | Медаль командования НАТО за службу в Республике Афганистан |                                              |